# Homoneura wembleiensis
Homoneura wembleiensis är en tvåvingeart som beskrevs av Kim 1994. Homoneura wembleiensis ingår i släktet Homoneura och familjen lövflugor. Inga underarter finns listade i Catalogue of Life.